# 제3회 청룡영화상

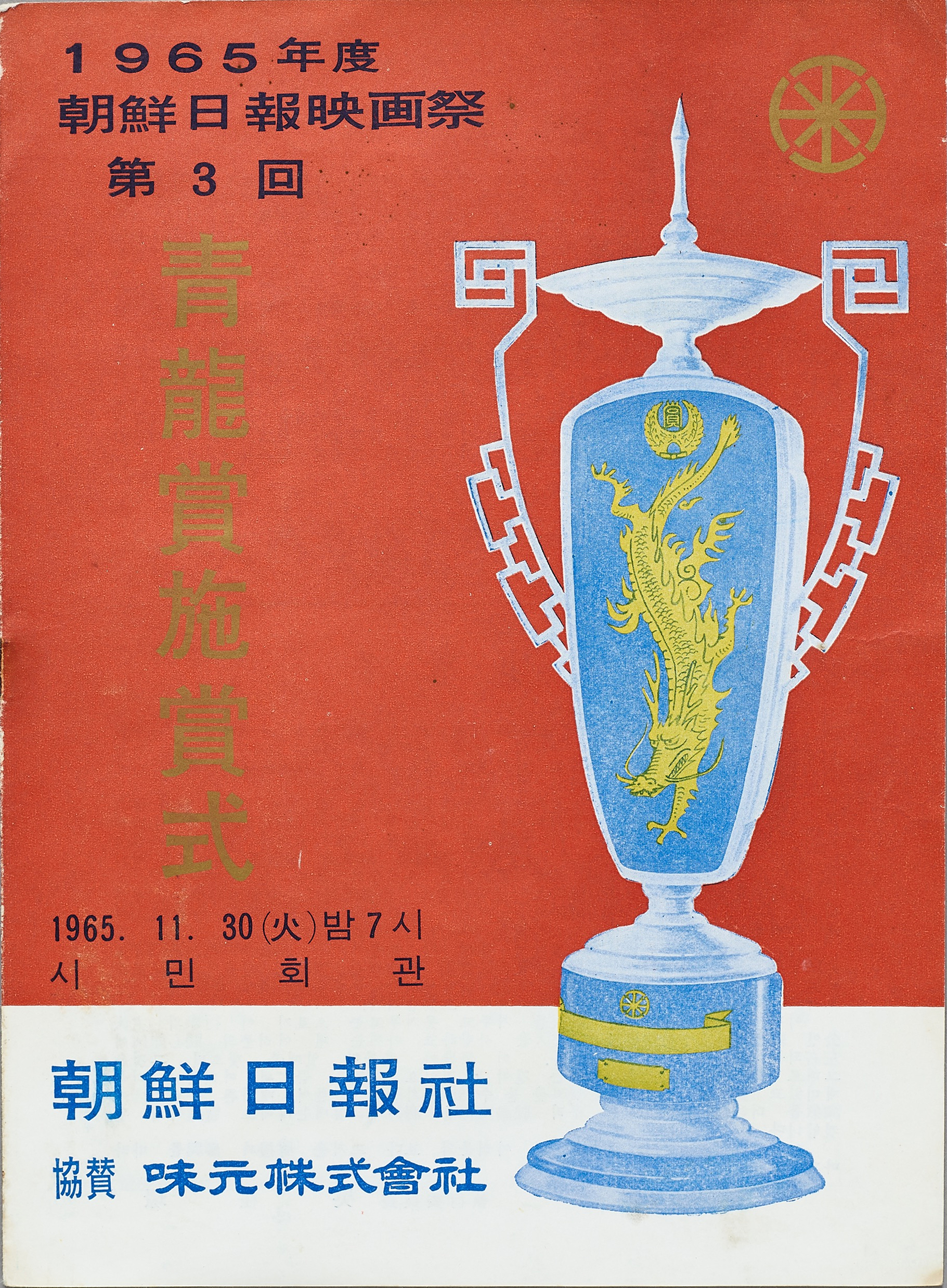
공식 포스터

제3회 청룡영화상은 1965년 11월 30일 서울시민회관에서 열린 시상식이다.

## 수상 및 후보

### 최우수 작품상
- 저 하늘에도 슬픔이 - 경화프로덕션 수상
- 홍도 - 국립영상제작소 수상

### 감독상
- 저 하늘에도 슬픔이 - 김수용 수상

### 남우주연상
- 남과 북 - 최무룡 수상

### 여우주연상
- 아름다운 눈동자 - 엄앵란 수상

### 남우조연상
- 용사는 살아있다 - 박노식 수상

### 여우조연상
- 날개부인 - 황정순 수상

### 신인감독상
- 얄개전 - 정승문 수상

### 촬영상
- 흑맥 - 서정민 수상

### 음악상
- 흑맥 - 전정근 수상

### 미술상
- 흑맥 - 정우택 수상

### 기술상
- 순교자 - 고해진 수상

### 각본상
- 남과 북 - 한운사 수상

### 인기스타상
- 김지미 수상
- 강신성일 수상
- 신영균 수상

### 신인연기상
- 흑맥 - 문희 수상

### 아역상
- 아름다운 눈동자 - 김용연 수상